# A Touch of Evil
«A Touch of Evil» es una canción de la banda británica de heavy metal Judas Priest, incluida como la octava pista del álbum Painkiller de 1990. Fue escrita por Rob Halford, Glenn Tipton, K.K. Downing y Chris Tsangarides, quien compuso el riff principal y que a su vez fue el productor. En 1991 se publicó como el segundo sencillo del disco y alcanzó el puesto 29 en la lista estadounidense Mainstream Rock Tracks.
Su letra trata sobre la magia negra, la posesión demoníaca y la tentación de cometer actos de maldad. Sin embargo en una entrevista para la revista Metal Hammer en enero de 2004, Halford explicó que la canción trataba sobre el amor, aunque de forma metafórica y cruel.

## Vídeo musical
El vídeo musical fue realizado retratando cada elemento de las letras de la canción, el que muestra a un niño teniendo varias visiones de cosas maléficas. Por su parte aparecen imágenes de la banda tocando la canción entre medio, parecido a la forma en la que los integrantes aparecen en el video de «Painkiller». Cabe destacar que para su realización, el tema se acortó de los 5:42 minutos originales a tan solo 4:54 minutos, acortando en gran parte el solo de guitarra de Tipton.
Davide Marotta (actor conocido por interpretar al hijo de Lucifer en el film "La Pasión de Cristo) tiene su aparición en el vídeo.

## Versiones
Ha sido interpretada en vivo desde la gira promocional de Painkiller, como también en las siguientes hasta Retribution World Tour del 2005. A su vez ha sido versionada por otras bandas como Lion's Share en el disco tributo Legends of Metal: A Tribute to Judas Priest del 1996, por los argentinos Lörihen en el álbum Acero Argentino: Tributo a Judas Priest del 2005 y también por la banda italiana Vision Divine en su disco 9 Degrees West of the Moon de 2009, entre muchas otras.

## Lista de canciones
| Vinilo de 7", de 12" y CD sencillo |                                                                       |                                       |          |  |
| N.º                                | Título                                                                | Escritor(es)                          | Duración |  |
| 1.                                 | «A Touch of Evil»                                                     | Halford, Tipton, Downing, Tsangarides | 4:15     |  |
| 2.                                 | «Between the Hammer and the Anvil»                                    | Halford, Tipton, Downing              | 4:49     |  |
| 3.                                 | «You've Got Another Thing Comin'» (en vivo, tomado de Priest...Live!) | Halford, Tipton, Downing              | 7:53     |  |

## Músicos
- Rob Halford: voz
- Glenn Tipton: guitarra eléctrica
- K.K. Downing: guitarra eléctrica
- Ian Hill: bajo
- Scott Travis: batería
- Don Airey: sintetizador (músico invitado)